# 북영천
북영천(北營川)은 북악산에서 발원하는 창덕궁의 금천(禁川)으로, 궁궐 안에서는 금천(錦川)으로도 불린다. 준천사실에는 북영수(北營水)로, 한경지략에는 북영천수(北營川水)로 되어 있으며, 동국여지비고에는 누락되어 있다.
원래는 청계3가 부근에서 청계천으로 바로 합류하였다. 그러나 1421년에 회동천의 물길을 종로의 북쪽에서 동쪽으로 선회하여 옥류천의 이교(二橋) 부근으로 합수하도록 바꾸면서, 회동천에 흘러들게 되었다. 다만, 현대에 와서 하수도로 개수된 것은 청계3가 부근으로 합류한다.
현재는 창덕궁 안쪽을 제외하고는 복개되었다. 동궐도에 보면 옛날에는 시냇물이 흐르고 있었으나 현대에 와서 건천이 되었다가, 2012년 현대건설에서 통수 공사를 완료하여 물이 다시 흐른다. 금위영천과 돈화문로를 사이에 두고 동쪽에 위치한다.

## 과거의 다리
조선 시대의 북영천의 다리 목록이다.
- 금천교 : 창덕궁의 금천 위를 건너는 다리이다.